# Aleksej Šved
Aleksej Viktorovič Šved (in russo Алексей Викторович Швед?; Belgorod, 16 dicembre 1988) è un cestista russo.

## Carriera
Con la Russia ha disputato i Giochi olimpici di Londra 2012 e tre edizioni dei Campionati europei (2011, 2013, 2017).

## Statistiche

### NBA

#### Regular Season
| Anno      | Squadra            | PG  | PT | MP   | TC%  | 3P%  | TL%  | RP  | AP  | PRP | SP  | PP   |
| --------- | ------------------ | --- | -- | ---- | ---- | ---- | ---- | --- | --- | --- | --- | ---- |
| 2012-2013 | Minnesota T'wolves | 77  | 16 | 23,9 | 37,2 | 29,5 | 72,0 | 2,3 | 3,7 | 0,7 | 0,4 | 8,6  |
| 2013-2014 | Minnesota T'wolves | 63  | 0  | 10,5 | 32,1 | 29,4 | 75,6 | 1,3 | 1,1 | 0,4 | 0,3 | 4,0  |
| 2014-2015 | Philadelphia 76ers | 17  | 0  | 16,8 | 40,0 | 29,8 | 84,2 | 1,3 | 2,7 | 0,8 | 0,1 | 9,9  |
| 2014-2015 | Houston Rockets    | 9   | 0  | 6,6  | 33,3 | 33,3 | 81,8 | 0,4 | 0,3 | 0,1 | 0,0 | 3,2  |
| 2014-2015 | N.Y. Knicks        | 16  | 9  | 26,4 | 40,3 | 37,1 | 78,0 | 4,6 | 3,6 | 0,9 | 0,3 | 14,8 |
| Carriera  | Carriera           | 182 | 25 | 18,0 | 36,9 | 30,6 | 76,2 | 2,0 | 2,5 | 0,6 | 0,3 | 7,4  |

### Eurolega
| Anno       | Squadra    | PG  | PT  | MP    | TC%  | 3P%  | TL%  | RP  | AP   | PRP | SP  | PP    |
| ---------- | ---------- | --- | --- | ----- | ---- | ---- | ---- | --- | ---- | --- | --- | ----- |
| 2006-2007  | CSKA Mosca | 1   | 0   | 2,3   | -    | -    | -    | 0,0 | 0,0  | 0,0 | 0,0 | 0,0   |
| 2007-2008† | CSKA Mosca | 8   | 0   | 4,1   | 53,9 | 50,0 | 66,7 | 0,2 | 0,0  | 0,1 | 0,1 | 2,8   |
| 2008-2009  | CSKA Mosca | 3   | 0   | 3,2   | 100  | 100  | 100  | 0,3 | 1,0  | 0,3 | 0,0 | 2,3   |
| 2009-2010  | CSKA Mosca | 2   | 0   | 1,9   | 0,0  | -    | 50,0 | 0,5 | 0,5  | 0,0 | 0,0 | 0,5   |
| 2010-2011  | CSKA Mosca | 7   | 1   | 12,3  | 55,0 | 44,4 | 83,3 | 1,4 | 1,1  | 0,3 | 0,1 | 4,4   |
| 2011-2012  | CSKA Mosca | 21  | 3   | 21,6  | 48,7 | 49,3 | 83,3 | 2,6 | 3,0  | 0,6 | 0,2 | 10,6  |
| 2015-2016  | Chimki     | 24  | 18  | 26,6  | 40,9 | 34,8 | 73,7 | 2,8 | 4,0  | 1,3 | 0,3 | 15,9  |
| 2017-2018  | Chimki     | 34  | 34  | 32,2  | 40,7 | 33,0 | 82,0 | 2,6 | 5,2  | 1,3 | 0,2 | 21,8* |
| 2018-2019  | Chimki     | 14  | 14  | 32,0  | 39,3 | 36,5 | 80,6 | 2,8 | 6,6  | 1,6 | 0,3 | 23,3  |
| 2019-2020  | Chimki     | 26  | 26  | 31,2  | 39,0 | 32,9 | 89,2 | 2,7 | 6,2  | 0,9 | 0,4 | 21,4  |
| 2020-2021  | Chimki     | 23  | 22  | 32,5* | 38,6 | 33,3 | 89,9 | 3,7 | 7,7* | 1,3 | 0,4 | 19,8* |
| 2021-2022  | CSKA Mosca | 24  | 22  | 25,0  | 39,7 | 32,5 | 87,8 | 2,6 | 3,6  | 1,1 | 0,4 | 11,0  |
| Carriera   | Carriera   | 187 | 140 | 26,4  | 40,6 | 34,7 | 83,5 | 2,6 | 4,6  | 1,0 | 0,3 | 16,1  |

### Eurocup
| Anno      | Squadra      | PG | PT | MP   | TC%  | 3P%  | TL%  | RP  | AP  | PRP | SP  | PP   |
| --------- | ------------ | -- | -- | ---- | ---- | ---- | ---- | --- | --- | --- | --- | ---- |
| 2009-2010 | Dinamo Mosca | 4  | 1  | 26,0 | 40,0 | 22,2 | 100  | 5,2 | 2,0 | 0,8 | 0,5 | 11,0 |
| 2016-2017 | Chimki       | 14 | 13 | 31,3 | 45,3 | 37,8 | 69,3 | 4,0 | 5,2 | 1,2 | 0,5 | 22,1 |
| Carriera  | Carriera     | 18 | 14 | 30,1 | 44,5 | 35,9 | 72,3 | 4,3 | 4,5 | 1,1 | 0,5 | 19,7 |

## Palmarès

### Club
- Campionato russo: 4

CSKA Mosca: 2007-08, 2008-09, 2010-11, 2011-12
- Eurolega: 1

CSKA Mosca: 2007-08
- VTB United League: 2

CSKA Mosca: 2008, 2011-12
- Supercoppa VTB United League: 1

CSKA Mosca: 2021

### Individuale

#### Squadra
- Eurocup MVP: 1

Chimki: 2016-17
- All-Eurocup First Team: 1

Chimki: 2016-17
- MVP VTB United League: 2

Chimki: 2016-17, 2018-19
- Alphonso Ford Trophy: 2

Chimki: 2017-18, 2020-21
- All-Euroleague Second Team: 1

Chimki: 2017-18

#### Nazionale
- FIBA EuroBasket All-Tournament Teams: 1
Romania/Finlandia/Israele/Turchia 2017